# Casbia sciagrapha
Casbia sciagrapha là một loài bướm đêm trong họ Geometridae.